# اودیرن
اودیرن (به فرانسوی: Audierne) یک کمون در فرانسه است که در فینیستر واقع شده‌است.

## خصوصیات
اودیرن ۱۸٫۳۷ کیلومترمربع مساحت و ۳٬۷۵۲ نفر جمعیت دارد.

## نگارخانه

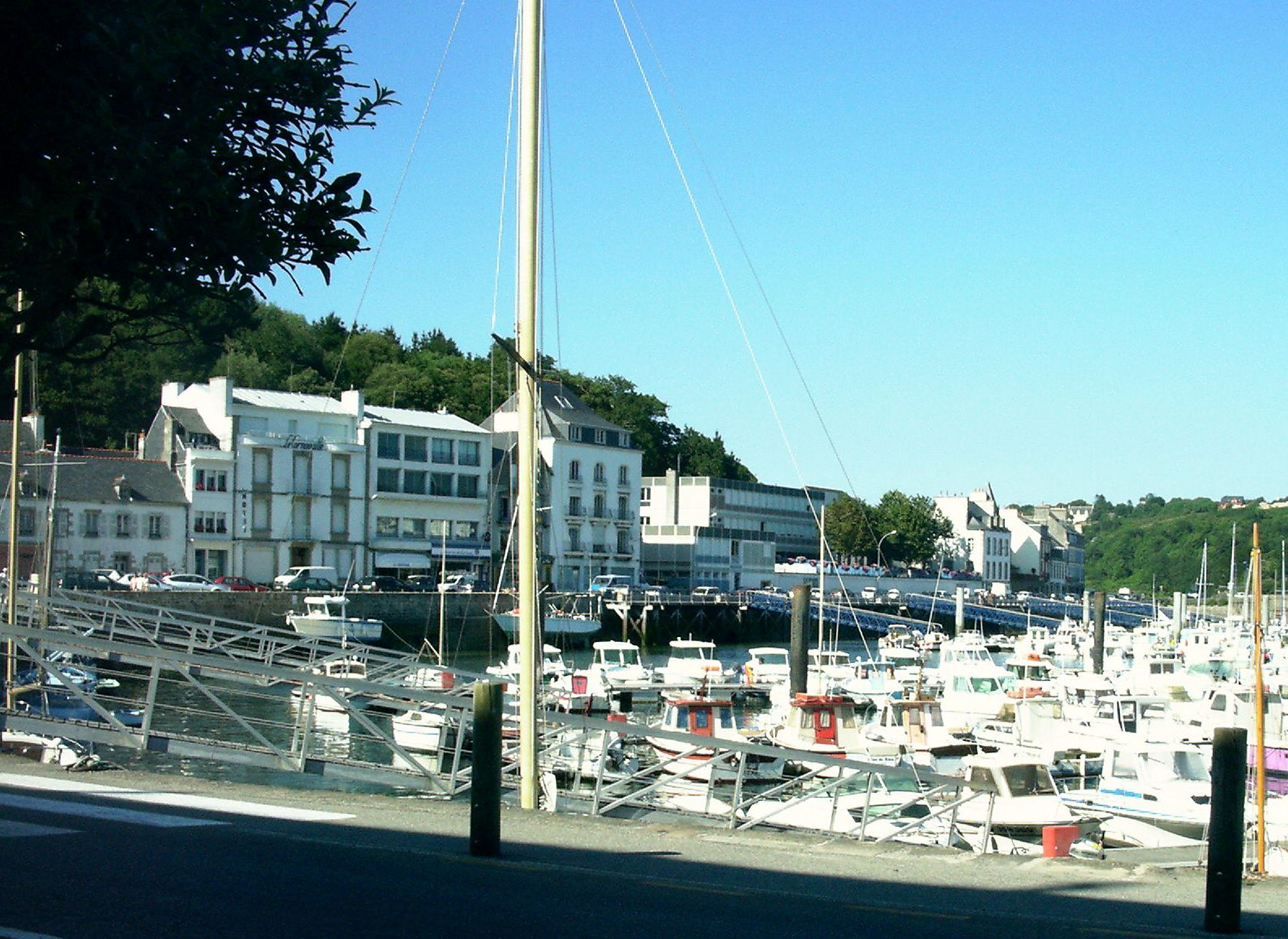
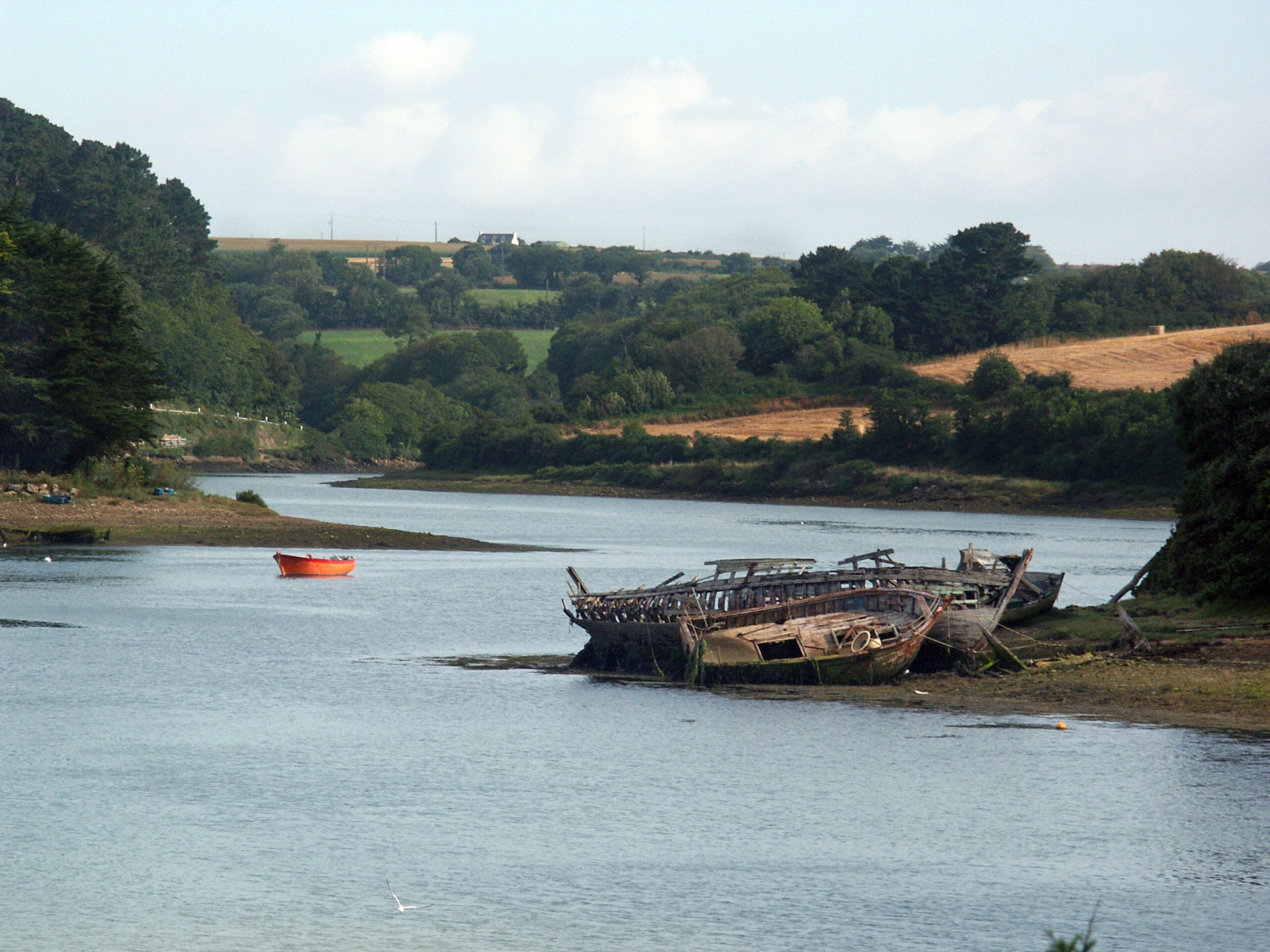